# Clemens X.

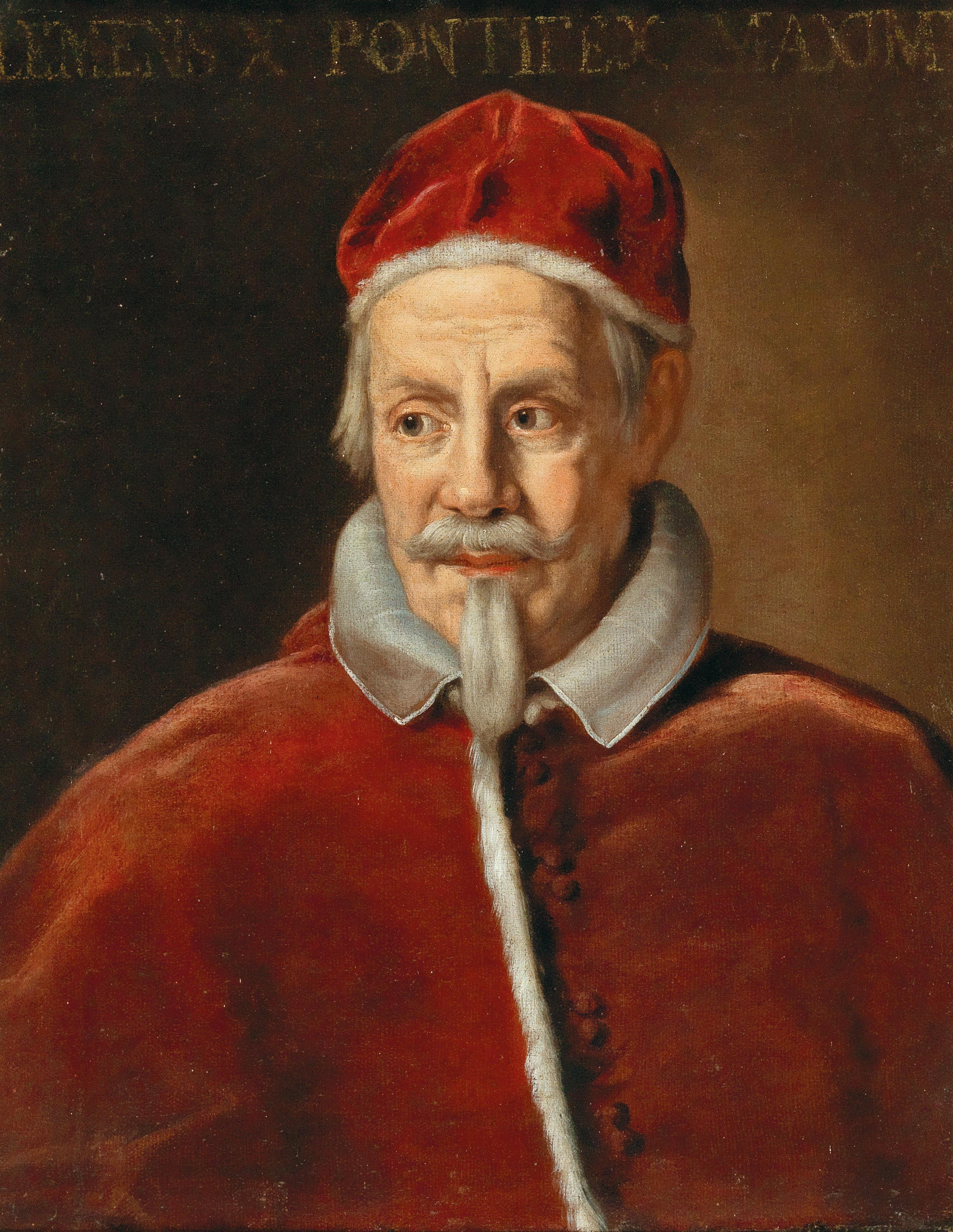
Clemens X. (Porträt von Ciro Ferri, 17. Jhd.)

Wappen Clemens’ X.

Clemens X. (* 13. Juli 1590 in Rom; † 22. Juli 1676 ebenda), bürgerlich Emilio Altieri, war von 1670 bis 1676 Papst der katholischen Kirche.

## Leben
Emilio Altieri stammte aus einer alten römischen Patrizierfamilie. Sein älterer Bruder Giambattista trat in die Dienste von Kardinal Scipione Caffarelli Borghese und wurde dessen Majordomus; 1643 wurde er ebenfalls Kardinal. Im Oktober 1611 erwarb Emilio den Titel eines Dr. jur. in Rom und arbeitete eine Zeitlang als Rechtsanwalt. Seine Karriere begann er als Mitarbeiter von Giovanni Battista Pamphilj, der als Innozenz X. 1644 Papst wurde. Beeinflusst von Ludovico Ludovisi, schlug er nach der Priesterweihe 1624 eine kuriale Karriere ein.
Von 1627 bis 1666 war er als Nachfolger seines Bruders Giambattista Bischof von Camerino. 1641 wurde er zudem Gouverneur von Macerata. Ab November 1644 war Altieri zudem päpstlicher Nuntius in Neapel. In Neapel dominierten besonders die Machtansprüche Spaniens und Frankreichs seine Arbeit. Unterstützt wurde er durch den Erzbischof von Neapel, Kardinal Ascanio Filomarino. Durch den Amtsantritt seines frühen Förderers Innozenz X. stieg auch sein Einfluss an der Kurie. Ab 1647 ersuchte er um Entpflichtung von seinen Tätigkeiten als Nuntius, musste dort jedoch bis 1652 bleiben. Papst Alexander VII. ernannte Altieri 1657 zum Sekretär der Kongregation für die Bischöfe und Ordensleute, wenige Jahre später wurde er zudem Konsultor des Heiligen Offiziums. Am 29. November 1669 nahm ihn Papst Clemens IX., wenige Tage vor seinem Tod, ins Kardinalskollegium auf (daher die Namenswahl).

## Pontifikat

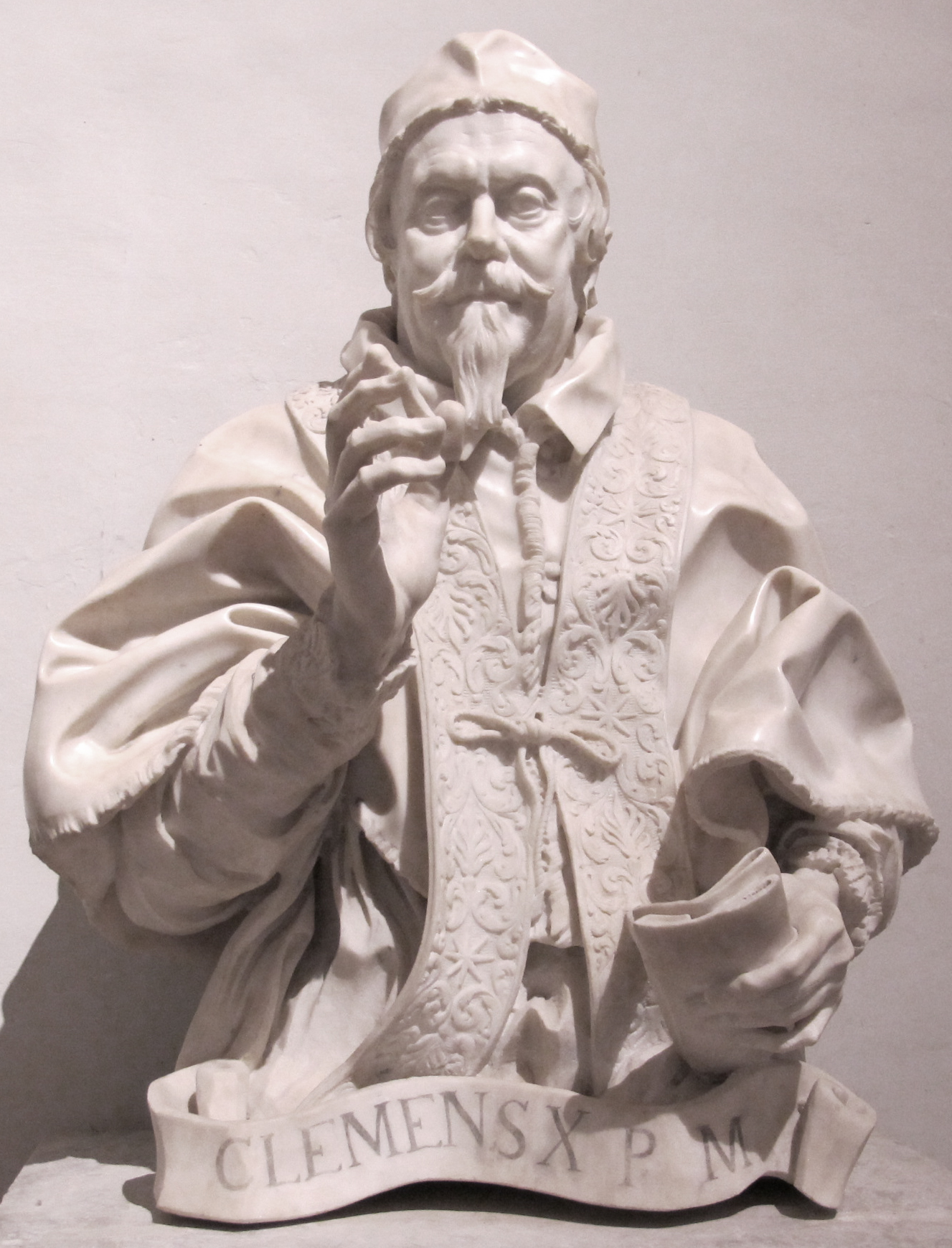
Büste Clemens’ X. von Gian Lorenzo Bernini

Nach langen und schweren Parteikämpfen der Kardinäle wurde er im Konklave am 29. April 1670 zum neuen Papst gewählt und am 11. Mai desselben Jahres gekrönt. Aufgrund seines Alters von fast 80 Jahren war er den meisten Kardinälen als Kompromisskandidat recht, trotzdem gab es laut zeitgenössischen Quellen starke Zweifel an seiner gesundheitlichen Eignung für das Papstamt. Zum Zeitpunkt des Amtsantritt war kein Papst in der Geschichte älter als Clemens X. Zur Enttäuschung der meisten Kardinäle erwies sich Clemens X. jedoch als ziemlich vital für sein Alter. Die laufenden Staatsgeschäfte überließ er aber sofort nach der Wahl einem Adoptivneffen, Kardinal Paluzzo Paluzzi Altieri degli Albertoni. Auch bei den Feierlichkeiten des Heiligen Jahres 1675 war der 85-jährige Papst kaum anwesend. In der Frage des Jansenismus fand Clemens eine Kompromisslösung.
Politisch stand der Kirchenstaat unter Clemens X. bis 1673 auf der Seite des französischen Königreichs unter Ludwig XIV., bis der Papst sich nach mehreren diplomatischen Zwischenfällen Spanien zuwandte. Der Bruch mit Ludwig XIV. kam unter anderem durch dessen Eroberungskrieg gegen die protestantischen Niederlande zustande, da dieser nicht religiös motiviert war. Seit 1672 beschäftigten ihn die Eroberungszüge des Osmanischen Reichs unter Sultan Mehmed IV., die zunächst 1673 durch den Sieg Johann Sobieskis beendet wurden. Innerhalb des Kirchenstaates führte Clemens X. Maßnahmen zur Verbesserung der Lebensbedingungen der Bewohner ein, insbesondere im Bereich der Nahrungsmittelversorgung. Dagegen setzte sich unter ihm die Verschuldung des Kirchenstaates fort, auch wenn sie nicht so stark anstieg wie unter seinen Vorgängern.
In gemäßigter Form übte auch Clemens X. den Nepotismus aus und versah seine Adoptivverwandten mit Ländereien und zugehörigen Adelstiteln. Im Nordwesten des Sees von Bracciano entstand so ein kleines Familienterritorium um Oriolo als Zentrum mit dem Fürstentitel, Monterano, dem Vorgängerort des späteren Canale Monterano, mit dem Herzogstitel sowie Veiano und Bassano Romano.
Clemens X. starb nach einem für viele Zeitgenossen überraschend langen Pontifikat von sechs Jahren an einem Gichtleiden, sein Grabmal befindet sich an einer bedeutenden Stelle, rechts der Apsis im Petersdom. Die Familie Altieri erlosch im Jahre 1955 mit dem Tode des letzten männlichen Mitglieds.